# Roncone
Roncone é uma comuna italiana da região do Trentino-Alto Ádige, província de Trento, com cerca de 1.438 habitantes. Estende-se por uma área de 29 km², tendo uma densidade populacional de 50 hab/km². Faz fronteira com Daone, Tione di Trento, Bondo, Breguzzo, Praso, Lardaro.